# Suvantosalo
Suvantosalo är en ö i Finland. Den ligger i sjön Alvajärvi och i kommunen Pihtipudas i den ekonomiska regionen  Saarijärvi-Viitasaari och landskapet Mellersta Finland, i den centrala delen av landet, 400 km norr om huvudstaden Helsingfors. Öns area är 21,7 hektar och dess största längd är 1 kilometer i sydöst-nordvästlig riktning.